# ブタノール
ブタノール（butanol）は化学式 C4H10Oで表される炭素数4の一価アルコールの総称である。ブチルアルコール(butyl alcohol)ともいう。

## 概要
ブタノールまたはブチルアルコールと呼ばれる一価アルコールには、1-ブタノール（n-ブチルアルコール）、2-メチル-1-プロパノール（イソブチルアルコール）、2-ブタノール（sec-ブチルアルコール）、2-メチル-2-プロパノール（2-メチルプロパン-2-オール, tert-ブチルアルコール）の構造が異なる4種があり、そのうち2-ブタノールは不斉中心をもち、(R)-2-ブタノールと(S)-2-ブタノールの2種の立体異性体が存在するため、計5種がある。
ブタノール類はいずれも可燃性であり、日本では消防法により危険物第4類（引火性液体）第2石油類に指定されている。代表的な1-ブタノールは溶媒や燃料としてよく用いられ、他の異性体は香料や医薬品などの製造原料として用いられる。

## 異性体
ブタノールの構造異性体にはアルコールとして、第一級アルコールの1-ブタノールと2-メチル-1-プロパノール、第二級アルコールの2-ブタノール、第三級アルコールの2-メチル2-プロパノールが存在する。アルコール以外では、ジエチルエーテルを始めとして3種類のエーテルも構造異性体である。他のアルコールの場合と同様に、構造異性体はそれぞれ化学的性質が異なり、物性もそれぞれ異なる。
1-ブタノール
別名：n-ブタノール、n-ブチルアルコール
一級アルコール
沸点：117.7 °C
水への溶解度：73 g/L
2-ブタノール
別名：sec-ブチルアルコール、s-ブチルアルコール
不斉中心をもつので(R)-2-ブタノールと(S)-2-ブタノールの2種の立体異性体が存在する。
二級アルコール
沸点：100℃
水への溶解度：260g/L
光学活性を持つ
2-メチル-1-プロパノール
別名：イソブタノール、イソブチルアルコール、i-ブチルアルコール
一級アルコール
沸点：108℃
水への溶解度：100g/L
2-メチル-2-プロパノール
別名：tert-ブチルアルコール、t-ブチルアルコール
三級アルコール
沸点：83℃
融点：25.4℃
水への溶解度：任意の割合で水と混合しうる。これはヒドロキシ基の親水性とアルキル鎖の疎水性のバランスによるものであり、アルコール一般の性質として説明できるものである。詳しくはアルコールの項を参照のこと。
|                                        |                                         |                                         |                                          |
| n -ブチルアルコール （一級アルコール） | sec-ブチルアルコール （二級アルコール） | イソブチルアルコール （一級アルコール） | tert-ブチルアルコール （三級アルコール） |

いずれのブタノール類も生体物質であり広く生物体の中では少量存在する。また、他のアルコール類と同じく、多量では毒性を発現するので飲用にはならない。

## 利用
1-ブタノール（工業的には一般にノルマルブタノールと呼ばれる）は有機化学や繊維生産過程で溶媒として、あるいは他の化合物生産の原料として幅広く用いられる。また塗料用シンナーとして、揮発性の小さい溶剤としてカラー塗料等にも用いられる。またブレーキ液などにも用いられることがある。また、香料のベースとして用いられることがあるが、その香料自体はアルコールの匂いが非常に強いものである。1-ブタノールはエステル原料としても重要である。もっとも需要が高いのは、硫酸触媒の下で酢酸と合成して、有機溶剤の酢酸ブチルとする用途で、他に、合成樹脂の改質剤であるアクリル酸ブチル、フタル酸ジブチルなどの用途も大きい。
燃料としての用途では、ブドウ糖やトウモロコシ由来の混合ブタノールやイソブタノールがバイオ燃料として注目されている。アメリカ合衆国では、すでにエタノールを10%配合したE10ガソリンが普及し尽くし、高エネルギーにより、さらに高い配合比が可能で、ガソリンと直接混合可能なブタノールに置き換えが始まっている。
2-ブタノールあるいは2-メチル-2-プロパノール（工業的には一般にイソブタノールと呼ばれる）もエステル原料になり、化成品の中間体原料として重要である。また、2-ブタノールはすることでメチルエチルケトンの原料として、さらに過酸化水素と反応させてメチルエチルケトンペルオキシドとするなど、工業原料として用いられる。また、2-メチル-2-プロパノールは凍結防止剤やアンチノック剤として利用されることもある。例えば、グッドイヤー社はガソリン、2-メチル-2-プロパノール、水からなる代換ガソリンが、ガソリンエンジンの有害廃棄物を大幅に低下させることを報告している。
ブタノール塩は他の化学物質の前駆体となる。例えば、2-メチル-2-プロパノール (tert-ブチルアルコール) のアルカリ金属の塩はtert-ブトキシドと呼ばれる。

## 生産
初期に於いてはデンプン質や糖質を原料としてバイオマス発酵（アセトン-ブタノール-エタノール発酵）により多くが生産されていた。特にヴァイツマンによってクロストリジウム属の産生菌が単離されたことでイギリスはコルダイト火薬の不足に悩むことなく戦争を続けることができ、以後1950年代に合成法による製造に取って代わられるまで製法の主流に位置した。とは言え今日でもデュポン社、BP社などがバイオブタノールの研究を行っており、優れた燃料としての利用が考えられている。特にガソリンに添加する用途ではアメリカ合衆国にデュポン、BPが合弁でブタマックス社を設立、初の商業プラントがフル稼働しており、ゲヴォ社もトウモロコシを原料に生産を開始した。
1950年代から、ブタノール類の多くは化石燃料から生産されてきた。工業的には一級アルコールを得る方法として、
1. プロピレンをヒドロホルミル化して得られるブチルアルデヒドを還元することで1-ブタノールと2-メチル-1-プロパノールが生成する。一般的に生成比は10/1程度で1-ブタノールが主生成物となる。ブタノールやブチルアルデヒドの二量化及び還元で得られるオクタノールはオキソ法(ヒドロホルミル化)で得られるアルコールであるため、工業的にはしばしばオキソアルコールと呼ばれる。
2. アセトアルデヒドをアルドール縮合でクロトンアルデヒドとし触媒による水素添加で1-ブタノールとする。
3. 改良Fe(CO)5触媒でプロピレンと一酸化炭素と水とを反応させて1-ブタノールと2-メチル-1-プロパノールが生成する。（Reppe法）

などが存在する。
また、二級アルコールは相当するオレフィンを酸触媒下で水付加することで製造する。すなわち、1-ブテンも2-ブテンも水付加により2-ブタノールを与える（マルコニコフ則を参照のこと）。また、イソブテンを硫酸触媒にして水付加することで、2-メチル-2-プロパノールが製造される。
{\displaystyle {\ce {{C2H5OH}+ C2H5OH -> {C4H9OH}+ {H2}+ {\frac {1}{2}}O2}}}
工業製品の合成ブタノールの2013年の日本国内生産量は、395,221 t、自社消費量は 251,254 t、出荷量は 145,349 t であった。